# 華盛頓縣 (俄亥俄州)
華盛頓縣（英語：Washington County）是美國俄亥俄州東南部的一個縣。面積1,658 平方公里。根據美國2000年人口普查，共有人口63,251。縣治瑪麗埃塔 (Marietta)。
成立於1788年，是本州最早的縣。縣名紀念首任總統喬治·華盛頓。